# Jeżatka afrykańska
Jeżatka afrykańska (Atherurus africanus) – gatunek ssaka z rodziny jeżozwierzowatych (Hystricidae).

## Taksonomia
Gatunek po raz pierwszy zgodnie z zasadami nazewnictwa binominalnego opisał w 1842 roku brytyjski zoolog John Edward Gray nadając mu nazwę Atherura africana. Holotyp pochodził z Sierra Leone.
Autorzy Illustrated Checklist of the Mammals of the World uznają ten gatunek za monotypowy.

### Etymologia
- Atherurus: gr. αθηρ athēr „wąsy, ości u kłosa”; ουρα oura „ogon”[11].
- africanus: łac. Africanus „afrykański”[12].

## Zasięg występowania
Jeżatka afrykańska występuje w zachodniej i środkowej Afryce, od Gwinei na wschód do wschodniej i południowej Demokratycznej Republiki Konga i Rwandy oraz na południe do Kongo i północno-zachodniej oraz północnej Angoli (laguny Cabinda i Carumbo w prowincji Lunda Północna), na wyspie Bioko, w zachodniej Gambii, południowym Sudanie Południowym, Ugandzie i wschodniej Kenii oraz we wschodniej Tanzanii (jezioro Tanganika).

## Morfologia
Długość ciała (bez ogona) 365–600 mm, długość ogona 100–260 mm, długość ucha 38–39 mm, długość tylnej stopy 71–73 mm; masa ciała 1,5–4,3 kg. Ma ciało pokryte niezbyt długimi, spłaszczonymi kolcami; na końcach ogona ma długie, białe oraz szczeciniaste włosy. Palce jeżatki są zrośnięte błoną pławną.

## Ekologia

### Styl życia
Żyje na obszarach leśnych w pobliżu zbiorników wodnych. Jeżatka afrykańska bardzo dobrze pływa oraz wspina się po drzewach.  Jeżatka afrykańska żywi się roślinami oraz drobnymi bezkręgowcami.
Średnio żyje około 23 lata. Prowadzi nocny tryb życia, jednak nie opuszczają swoich jaskiń w czasie pełni. Żyją w grupach w grupach 6-8 osobników, która składa się zwykle z pary godowej oraz potomstwa.

### Rozmnażanie
Ciąża trwa od 100 do 110 dni, a w miocie zwykle rodzi się jedno młode. Nie ma jasno określonego sezonu lęgowego, jednak w ciągu roku mogą rozmnażać się dwa razy. Młode rodzą się bardzo małe, po narodzeniu mają około 3% masy ciała matki. Matka karmi młode mlekiem przez pierwsze 2 miesiące. Osiągają dojrzałość płciową po 2 latach.